# Julio Álvarez
Julio Álvarez (ur. 1 maja 1981 w Caracas) – hiszpański piłkarz wenezuelskiego pochodzenia, występujący na pozycji pomocnika. Obecnie zawodnik klubu CD Numancia.

## Kariera
Julio Álvarez urodził się w Wenezueli, lecz pierwsze kroki w piłce nożnej stawiał w Hiszpanii, dokładniej w klubie Rayo Sadense. Jego pierwszym profesjonalnym klubem był Real Madryt. Na początku grał w jego rezerwach, Realu C. W pierwszej drużynie zagrał raptem w dwóch meczach, w którym zdobył 3 bramki. W 2000 roku został wypożyczony do Racingu Santander, zaś w 2002 roku do Rayo Vallecano. Álvarez odszedł definitywnie z Realu w 2003 roku, gdy trafił do Realu Murcia. W klubie z Murcji grał przez 3 lata. Następnie grał w drużynach Numancia Soria (2006–2008) oraz UD Almería (2008–2009). W 2009 roku podpisał kontrakt z RCD Mallorca. W 2010 roku odszedł do CD Tenerife, zaś rok później do drużyny Numancii.